# Dieta atlântica

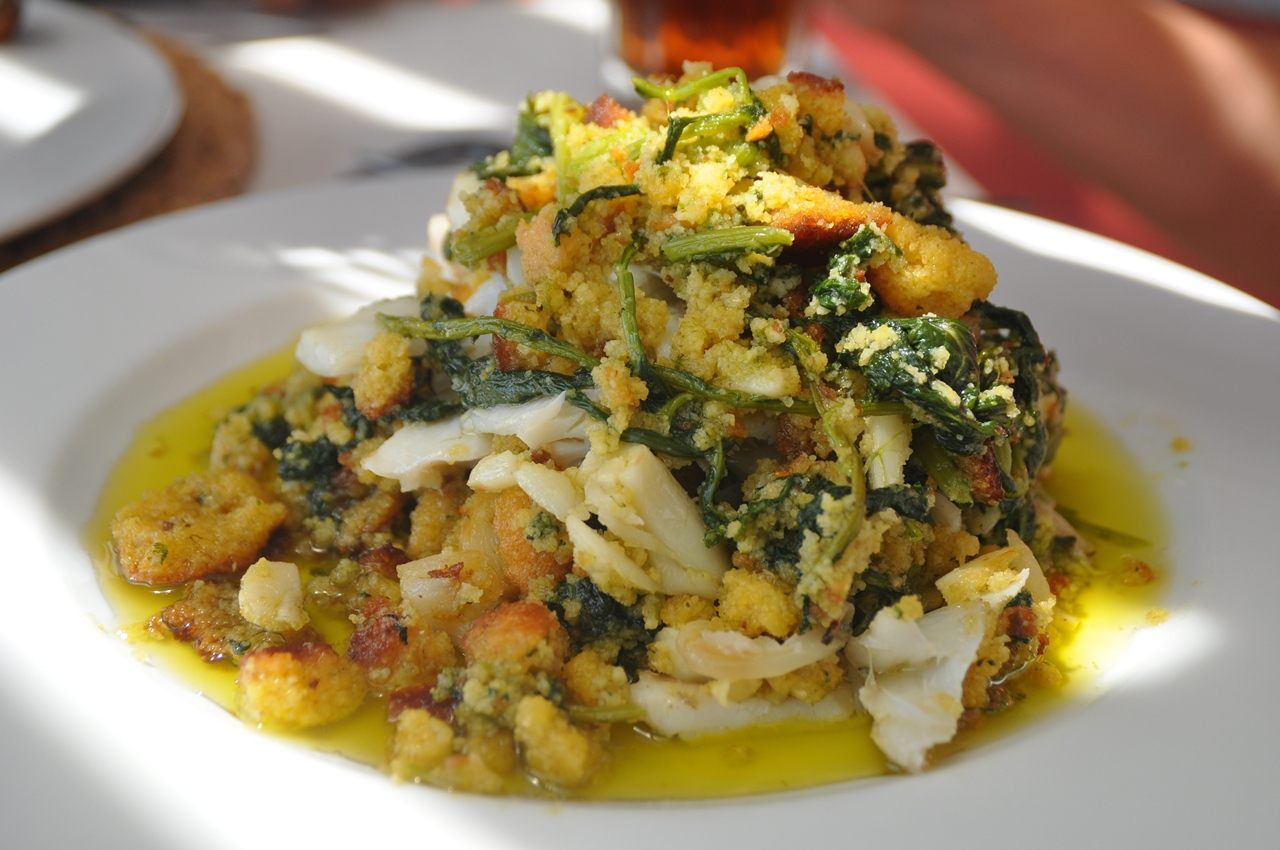
Bacalhau com migas & grelos

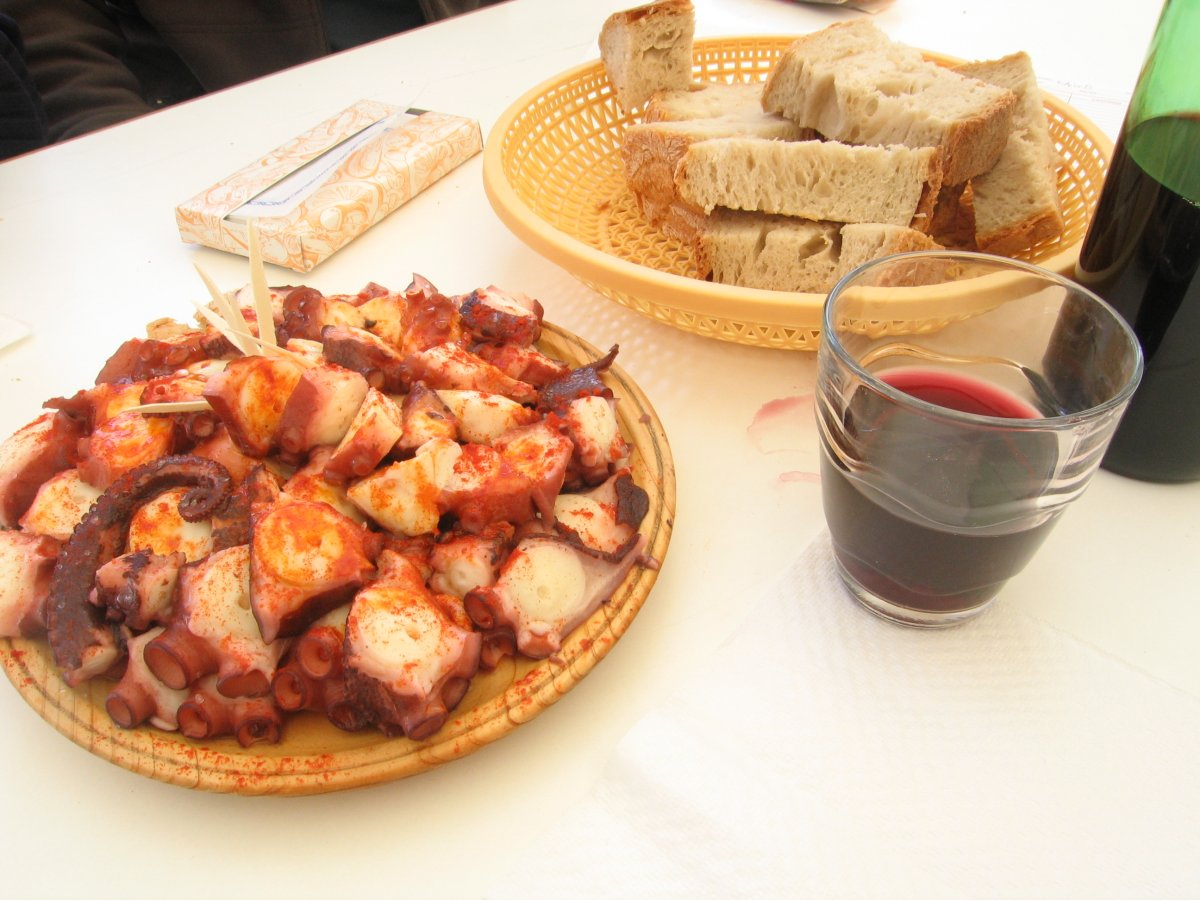
Polvo à galega

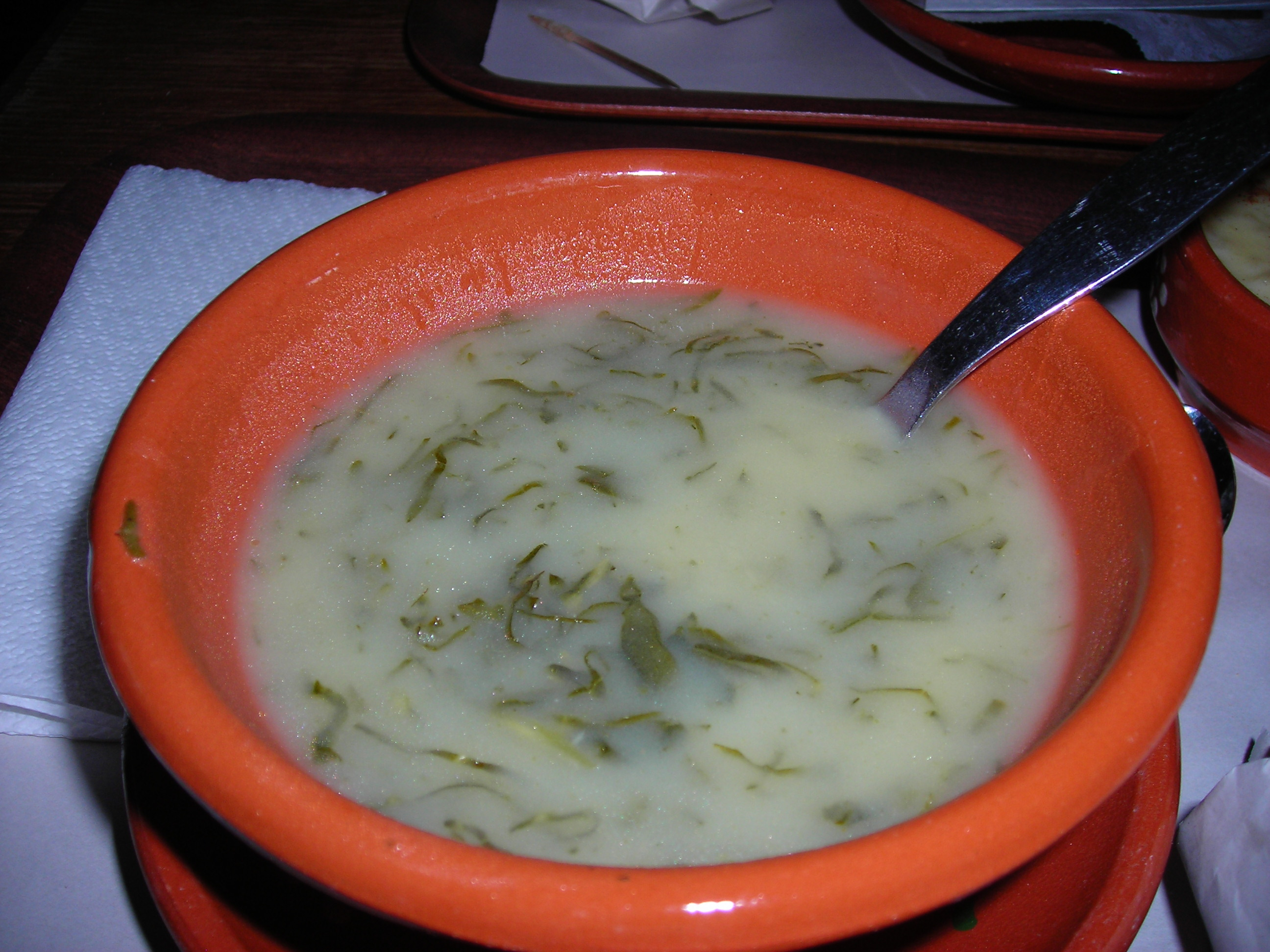
Caldo verde

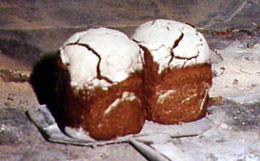
Broa

A dieta atlântica refere-se aos hábitos alimentares tradicionais em Portugal (com incidência no Norte) e na Galiza que se concentra em alimentação não processada, legumes e frutas, frutos secos e de casca rija (como as nozes, castanhas, amêndoas, avelãs), pão integral, peixe, laticínios, ovos, azeite e algumas carnes vermelhas e vinho. Ambas com ênfase no consumo reduzido  de alimentos processados, a dieta atlântica é relativamente semelhante à dieta mediterrânica. A dieta atlântica é mais centrada no peixe, leite, batatas, pão, carne vermelha e carne de porco, enquanto que a dieta mediterrânica contém mais massas, feijões, e grãos, e mais gordura saudável do azeite virgem extra em vez de peixes gordos como cavala, sardinha e salmão.

## Em Portugal e Lusofonia

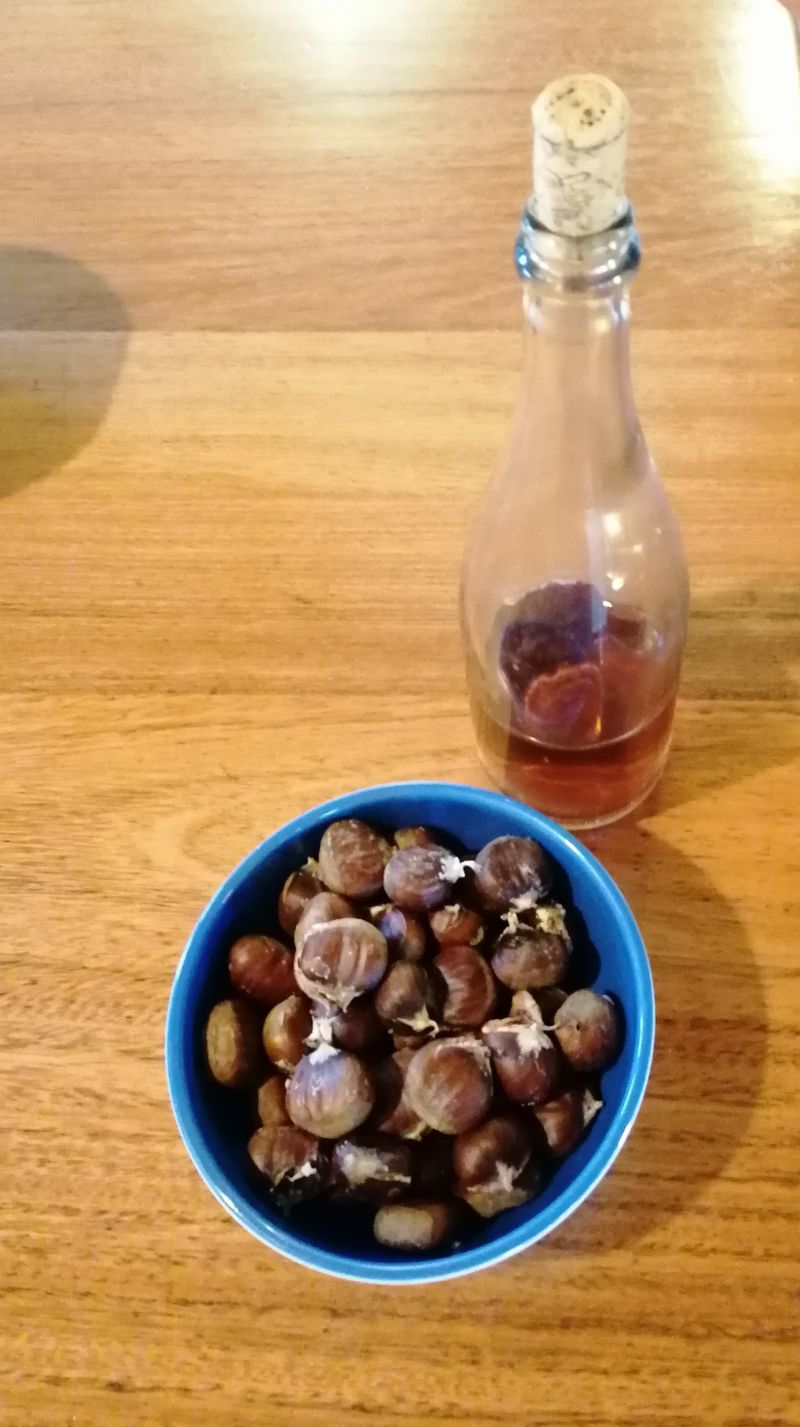
Magusto, castanhas e jeropiga

Com variantes regionais, e mais marcada no Norte, a dieta atlântica é parte integrante da cozinha tradicional portuguesa. Parte desta herança culinária foi espalhada por todo o mundo em locais com comunidades significativas de ascendência portuguesa. O caldo verde com broa é um dos pratos mais emblemáticos de Portugal. 
Antes da introdução da batata e milho vindos das Américas, a castanha era um dos principais ingredientes na dieta básica em Portugal. 
Anualmente no Outono, celebrava-se a época da castanha e vinho novo (água-pé, jeropiga) com os tradicionais magustos no Dia de São Martinho, São Simão e outros festivais em zonas rurais por todo o país. Nas últimas décadas e em centros urbanos, tem-se acentuado um retorno à castanha na culinária portuguesa como parte duma alimentação saudável.
A dieta atlântica concentra-se em ingredientes naturais, locais, sazonais e no consumo limitado de produtos processados. 
Esta tradição alimentar inclui legumes, vegetais (variedades da família das Brassicaceae), grãos integrais, nozes e uma variedade de peixes e frutos do mar nativos do Oceano Atlântico.

## Na Europa Atlântica
Específica do litoral atlântico da Península Ibérica, a dieta atlântica também conhecida como SEAD (Southern European Atlantic Diet) faz parte dum padrão alimentar mais amplo associado aos países da Europa Ocidental que partilham o Oceano Atlântico: Irlanda, Escócia, País de Gales, sul da Inglaterra, Ilha de Man, Bretanha Francesa. 
Essas ramificações têm também vários pontos comuns à dieta nórdica, do norte da Europa. Tanto na dieta SEAD quanto na dieta nórdica, o consumo de peixe (bacalhau, escamudo, pescada) e frutos do mar (vieira, amêijoa) é maior do que na dieta mediterrânea, e em ambas as regiões o consumo de algas marinhas tem crescido nas últimas décadas. Além disso, tanto a dieta SEAD como a dieta nórdica usam alimentos e ingredientes sustentáveis e sazonais.